# Даннеелс, Годфрид
Го́дфрид Да́ннеелс (нидерл. Godfried Danneels; 4 июня 1933, Канегем, Бельгия — 14 марта 2019, Мехелен, Бельгия) — бельгийский кардинал. Епископ Антверпена (4.10.1977—19. 12.1979). Архиепископ Мехелена-Брюсселя и примас Бельгии и председатель епископской конференции Бельгии (19.12.1979—18.12.2010). Военный ординарий Бельгии (15.09.1980—27.02.2010). Кардинал-священник с титулом церкви Сант-Анастазия с 02.02.1983.

## Начало карьеры
Родился Годфрид 4 июня 1933 года, в Канегеме (неподалёку от Тилта), Западная Фландрия, в епархии Брюгге. И он был старшим из шести детей в семье.
Он поступил в Старшую Семинарию Брюгге, для того чтобы стать священником. Окончил Католический университет в Лёвене, и Папский Григорианский университет. Доктор теологии.
Даннеелс был рукоположён в священники 17 августа 1957 года. Ординацию совершил Эмиль Жозеф Де Смедт, епископ Брюгге.
Изучал томистическую философию в Католическом университете Лёвена и богословие в Папском Григорианском университете в Риме. После получения докторантуры в богословии, он преподавал в Брюггской семинарии и в Католическом университете Лёвена.
Как ученый, он обладает глубокими знаниями литургии. Статьи, которые он написал для словаря Литургии, сделали его известным во всем католическом мире.
Он был активно вовлечен в написание Sacrosanctum Concilium — документа, который начал литургическую реформу Второго Ватиканского Собора.

## Архиепископикардинал
4 ноября 1977 года Даннеелс был назначен епископом Антверпенской епархии папой римским Павлом VI. Двумя годами позже, папа Иоанн Павел II назначил его архиепископом-примасом Бельгии. 19 декабря 1979 года Даннеелс стал архиепископом Мехелена-Брюсселя.
2 февраля 1983 года Даннеелс стал кардиналом-священником с титулом церкви Сант-Анастазия.
С 2001 года кардинал Даннеелс был членом постоянного секретариата синода епископов. Он также член Конгрегации Доктрины Веры и Конгрегации по делам Духовенства Римской курии. Между 1990 годом и 1999 годом он был международным председателем лат. Pax Christi.
Даннеелсу были предоставлены почетные докторантуры Джорджтаунским университетом и Католическим университетом Тилбурга.
В 1996 году подвергся серьёзной операции на сердце.

## Во главе Католической церкви Бельгии
Возможно его наиболее трудным моментом был случай в 1998 году, когда суд признал, что Католическая церковь Бельгии не сумела защитить жертв священника-педофила. Кардинал Даннеелс добровольно свидетельствовал в суде, но отрицал, что он знал что-нибудь о злоупотреблениях. Это было в первый раз, когда кардинал появился перед светским судом в Бельгии.
В 2003 году, он был назван «самой замечательной персоной года» фламандскими телезрителями.

## Папабиль

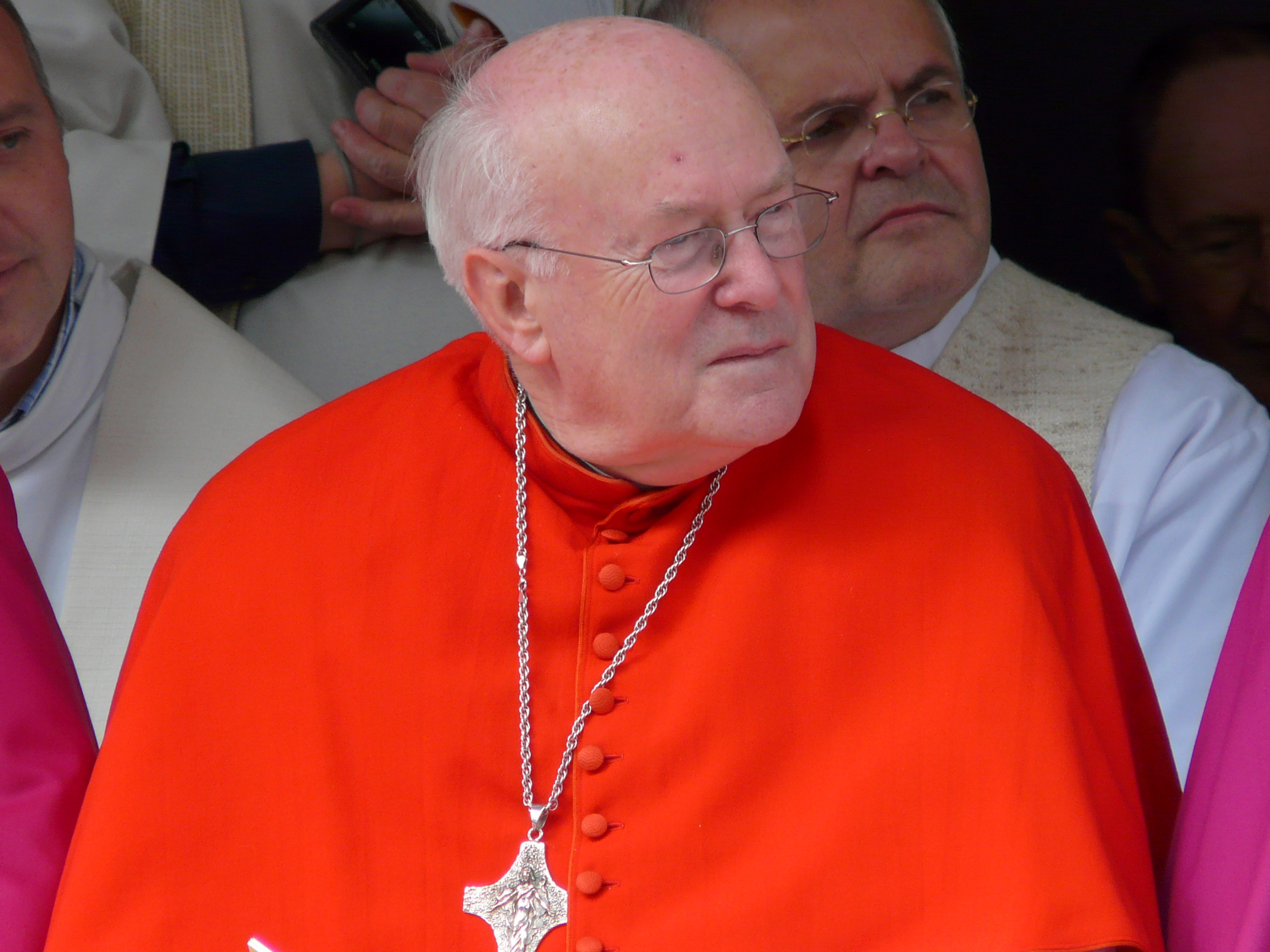
Кардинал Годфрид Данеелс

Имя Даннеелса часто упоминалось, в качестве возможного будущего папы римского — (папабиля) после смерти папы римского Иоанна Павла II в 2005 году. Многим Ватиканским наблюдателям это казалось простыми спекуляциями по нескольким причинам: во-первых, он является архиепископом страны, где легализованы аборты, эвтаназия, а также недавно легализованы однополые союзы, и во-вторых, при нём посещаемость церквей и количество рукоположений снизилось до рекордных отметок в истории.
Умеренная фигура, в нужной возрастной группе, кардинал Годфрид Даннеелс мог бы стать компромиссным кандидатом. Некоторые наблюдатели говорили, что он контрастирует с ортодоксальным имиджем Иоанна Павла II и предсказывали, что он займет новую позицию на использование презерватива, повторный брак и демократизацию в Церкви. Он очень доступен для СМИ и вообще рассматривался, как хороший коммуникатор, хотя его высказывания часто двойственные и не очень ясны (смотрите ниже). Некоторые полагают, что это происходит от его желания проявлять гибкость и регулировать срединный курс, в то время как другие видят в этом недостаток твердой позиции. С другой стороны, это также было замечено как дипломатическое качество.
Хотя Папский Конклав 2005 года в конечном счёте избрал папой римским Бенедикта XVI, Даннеелс участвовал в нём, как кардинал-выборщик.

## Взгляды по спорным проблемам

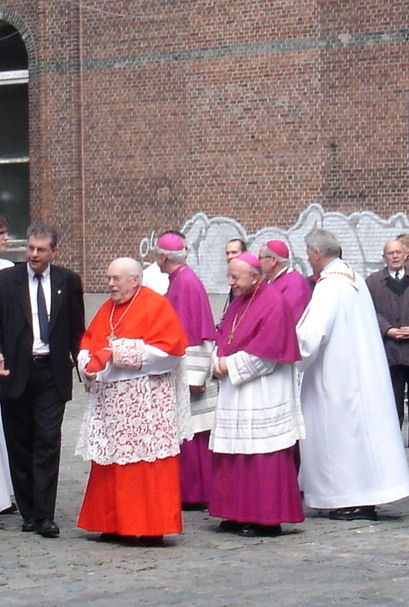
Кардинал Годфрид Данеелс в хоровом облачении

### По вопросам СПИДа
Епископский девиз Даннеелса, лат. Apparuit humanitas Dei nostri (Тит 3, 4), показывает его приверженность христианскому гуманизму. Он замечен как один из лидеров «реформистской партии» в Католической церкви. Например, он сказал, что хотя воздержание предпочтительнее, презервативы приемлемы как средства предотвращения СПИДа. В интервью с голландским католическим журналистом RKK, он сказал: «Когда кто-то ВИЧ положителен, и его партнер говорит; „Я хочу иметь сексуальные отношения с тобой“, он не должен делать этого, если Вы спрашиваете меня. Но, если он это делает, то он должен использовать презерватив, потому что иначе он добавляет к греху против шестой заповеди (не прелюбодействуй), еще и грех против пятой (не убий).» Он добавлял: «Это сводится к самостоятельной защите в профилактической манере против болезни или смерти. Это полностью нравственно и не может быть оценено в той же самой манере, как чистый метод ограничения рождаемости.»

### На гомосексуализм
Когда его спрашивали, что он думает о гомосексуализме, Даннеелс, отвечал: "вопрос — не в том, что каждый думает об этом; это — просто факт. Быть гомосексуалистом — естественное положение, также, как и являться гетеросексуалом. Каждый не выбирает ни то, ни другое. Вопрос — довольно: «Что я делаю с этим?» Я знаю превосходных священников, которые являются гомосексуалистами; я также знаю превосходных священников, которые являются гетеросексуалами. Безбрачие не делает никого «чем-то средним». Мы — всегда одни или другие. Но не может быть отклоняет, что гомосексуалисты лишены некоторых измерений существования: различие между человеком и женщиной, между родителями и детьми. Это ясно отличает их от гетеросексуалов. Но это не никакая причина для их исключения… « В 2004 году, он дистанцировался от замечаний, сделанных другим бельгийским кардиналом, Густафом Йоосом, который заявил, что в его пасторском опыте большинство людей, которые называют себя гомосексуалистами, были фактически сексуальными извращенцами. Однако, в 1999 году он временно отстранил священника-гомосексуалиста, который жил вместе со своим партнером. После того, как Бельгийский парламент принялл закон, легализующий однополые браки в 2003 году, Бельгийская епископская конференция поддержала позицию Данеелса, подтвердив, что с точки зрения Римско-католической церкви союз двух человек одного пола не является настоящим браком.

### О централизации в Церкви
Также в 2003 году, он представил свои взгляды относительно будущей организации Церкви в интервью с De Standaard, фламандской газете: „самым большим вызовом для следующего папы римского будет необходимость поддерживать единство в феноменальном разнообразии Церкви. Я не думаю, что высокая степень централизации все еще подходит для этого. Не было такой централизации в течение первой тысячи лет существования Церкви. Это развивалось в течение второго тысячелетия, как следствие централизации политической. В начале третьего тысячелетия эта централизация больше не необходима, но что это означает практически — покажет будущее“.

### Отношения к исламу
В сентябре 2004 году, Даннеелс сделал другое заявление, подхваченное газетными заголовками, на сей раз об исламе: „ В объединенной Европе, ислам может занять место, только если он пройдет через своего рода Французскую Революцию, как в своё время христианство“. Он таким образом подразумевал, что ислам должен признать разделение между Церковью и Государством и стать более терпимым. В том же году, в своей Рождественской проповеди, кардинал высказался в поддержку получавшего смертельные угрозы менеджера фабрики, который был вынужден разрешить работнице - мусульманке носить хиджаб на работе.

### На куриальные реформы
Он также призывает к дебатам по ограничению папского срока; он даже предложил, чтобы папы римские уходили, если они стали слишком слабыми, чтобы выполнить свои обязанности. Однако, после смерти папы римского Иоанна Павла II, он объявлял, что папа римский «в своих страданиях был примером» и демонстрировал свою «глубокую человечность».

## Дальнейшая деятельность
В 2005 году провел заупокойную службу по Великой Герцогине Жозефине Шарлотте.
По данным ватиканских источников, кардинал Даннеелс, наряду с кардиналом Леманном, возглавлял «церковных либералов» и стоял в оппозиции понтифику Бенедикту XVI.
18 января 2010 год папа римский Бенедикт XVI принял отставку кардинала Даннеелса с поста архиепископа Мехелена-Брюсселя, назначив его преемником Андре-Мютьена Леонара.

## Конклав 2013 года
Участник Конклава 2013 года, кардинал Даннеелс вышел на балкон вместе с новым папой Франциском во время объявления Habemus Papam.
4 июня 2013 года кардиналу Даннеелсу исполнилось восемьдесят лет, и он потерял право на участие в Конклавах.